# Миура, Сюмон
Сюмон Миура (яп. 三浦 朱門 Миура Сюмон, 12 января 1926, Токио — 3 февраля 2017, там же) — японский писатель, эссеист и общественный деятель, представитель литературной группы «третьих новых». 

## Биография
В 1948 г. окончил отделение лингвистики филологического факультета Токийского университета. 
Дебютировал в 1952 году с рассказом «Топор и конюх». Переводил американскую литературу (Сароян и др.). 
В 1985—1986 гг. возглавлял правительственное Агентство по культуре. Президент Японской академии искусств в 2004—2014, советник президента. 
Был удостоен высших государственных наград за вклад в культуру. 
На русский язык переведены повесть «Садик в ящике» (箱庭, 1967) и новелла «Горный пейзаж» (冥府山水図, 1951).
Супруга Аяко Соно (оба католики).

## Издания на русском языке
- Горный пейзаж // Современная японская новелла 1945-1978 / Пер. Г. Ронской. — М.: Художественная литература, 1980. — С. 92-105.
- Садик в ящике // Современная японская повесть / Пер. А. Долина. — М.: Прогресс, 1980. — С. 19-172.